# ひろしまネットサービス
ひろしまネットサービスは、広島銀行・もみじ銀行・広島県内の信用金庫・JAバンク広島（広島県内の農協・JA広島信連）との間のATM･CD利用手数料無料提携サービスのことである。略称はHiroshima Net Serviceの頭文字を取って「HNS」。

## 概要[1]

### 対象金融機関
- 広島銀行
- もみじ銀行
- 広島県内の信用金庫（広島信用金庫・呉信用金庫・しまなみ信用金庫・広島みどり信用金庫）
- JAバンク広島（広島県内の農協・広島県信用農業協同組合連合会）

ただし本サービスのほか、別の無料提携サービスが適用される場合がある。広島銀行に関しては、他に山陰合同銀行・伊予銀行・福岡銀行・トマト銀行・西京銀行・愛媛銀行・広島市信用組合ともATM利用手数料無料提携をしている。もみじ銀行に関しては、他に同じYMFGに属する山口銀行・北九州銀行及び4BANKSネットサービス加盟金融機関、愛媛銀行ともATM利用手数料無料提携している。他信用金庫相互間に関してはしんきんATMゼロネットサービス等がある。また、岡山県新見市にあるしまなみ信用金庫の1無人出張所、山口県岩国市にある広島信用金庫の1無人出張所を除く県外の信用金庫・農協（信連）も本サービスの対象外。

### 利用時間と手数料
- 平日8時45分から18時の出金：無料
- 平日8時から8時45分と18時から21時の出金、土曜日・日曜日・祝日9時から17時の出金：110円

### 対象ATM
- 上記対象金融機関が単独で設置しているATM
- 共同ATMのうち、上記対象金融機関のいずれかが幹事となるATM

なお、上記対象金融機関同士での共同ATMも存在する（例:広島銀行と広島信用金庫の共同ATMなど）。
- 広島県以外では以下のATMが対象となる。
  - 広島銀行
    - 東京支店（東京都中央区）
    - 名古屋支店（愛知県名古屋市中区）
    - 大阪支店（大阪府大阪市中央区）
    - 神戸支店（兵庫県神戸市中央区）
    - 姫路支店（兵庫県姫路市）
    - 松江支店（島根県松江市）
    - 岡山支店（岡山県岡山市北区）
    - 岡山南支店（岡山県岡山市北区）
    - 倉敷支店（岡山県倉敷市）
    - 水島支店（岡山県倉敷市）
    - 児島支店（岡山県倉敷市）
    - 玉島支店（岡山県倉敷市）
    - 津山支店（岡山県津山市）
    - 笠岡中央支店（岡山県笠岡市）
    - 井原支店（岡山県井原市）
    - 新見支店（岡山県新見市）
    - 金光出張所（岡山県浅口市）=ATMのみ
    - 矢掛出張所（岡山県小田郡矢掛町）=ATMのみ
    - 岩国支店（山口県岩国市）
    - 岩国支店ゆめタウン南岩国出張所（山口県岩国市）=元・有人店舗（2006年7月14日の営業を以て廃止《業務継承店：岩国支店》）で現在はATMのみ
    - 西岩国支店（山口県岩国市）
    - 柳井支店（山口県柳井市）
    - 下松支店（山口県下松市）
    - 徳山支店（山口県周南市）
    - 防府支店（山口県防府市）
    - 宇部支店（山口県宇部市）
    - 松山支店（愛媛県松山市）
    - 今治支店（愛媛県今治市）
    - 伊予西条支店（愛媛県西条市）
    - 新居浜支店（愛媛県新居浜市）
    - 三島支店（愛媛県四国中央市）
    - 川之江支店（愛媛県四国中央市）
    - 北九州支店（福岡県北九州市小倉北区）
    - 福岡支店（福岡県福岡市博多区）

  - もみじ銀行
    - 岡山支店（岡山県岡山市北区）
    - 倉敷支店（岡山県倉敷市）
    - 岩国支店（山口県岩国市）
    - 岩国駅出張所（山口県岩国駅）=ATMのみ
    - ハイパーモールメルクス柳井出張所（山口県柳井市）=山口銀行のATMコーナーに併設・ATMのみ
    - 徳山支店（山口県周南市）
    - 防府支店（山口県防府市）
    - ゆめタウン防府出張所（山口県防府市）=ATMのみ
    - 防府リハビリテーション病院出張所（山口県防府市）=ATMのみ
    - ゆめタウン山口出張所（山口県山口市）=ATMのみ
    - 萩出張所（山口県萩市）=山口銀行萩支店に併設・ATMのみ
    - 長門出張所（山口県長門市）=山口銀行長門支店に併設・ATMのみ
    - 宇部支店（山口県宇部市）
    - 香川学園出張所（山口県宇部市）=ATMのみ
    - 下関駅出張所（山口県下関市）=ATMのみ
    - 小倉支店（福岡県北九州市小倉北区）

  - 広島信用金庫
    - 大竹支店岩国出張所（山口県岩国市）=元・岩国支店（2007年11月19日の営業を以て廃止《業務継承店：大竹支店》）で現在はATMのみ

  - しまなみ信用金庫
    - 東城支店哲西出張所（岡山県新見市）=元・哲西支店（2006年10月20日の営業を以て廃止《業務継承店：東城支店》）で現在はATMのみ

### 対象外ATM
以下のATMは、本サービスの対象外となり、下記該当金融機関以外は通常の他行（MICS）利用手数料がかかる。
- 共同ATM・CDのうち、上記対象金融機関以外が幹事となるATM・CD。以下に例示する。
  - 四国銀行幹事で広島信用金庫が参加するゆめタウン大竹の共同ATM
    - なお、ゆめタウン大竹に設置されている広島銀行・もみじ銀行の単独ATMは本サービスの対象となる。

  - 広島銀行・もみじ銀行・しまなみ信用金庫・JAバンク広島が参加する福山市役所の共同ATM（5台あるが、そのすべてが幹事金融機関が異なる）
    - 中国銀行・中国労働金庫幹事の2台は本サービスの対象外。
    - なお、他の3台は広島銀行・しまなみ信用金庫・JAバンク広島幹事のため本サービスの対象となる。

  - 中国銀行幹事で広島銀行・もみじ銀行・しまなみ信用金庫・JAバンク広島が参加する福山市北部市民センター庁舎外の共同ATM
    - なお、福山市北部市民センター庁舎内の共同ATMは広島銀行幹事のため本サービスの対象となる。

  - 中国銀行幹事で広島銀行・しまなみ信用金庫・中国労働金庫が参加する福山市西部市民センターの共同ATM（2008年4月1日設置）
  - トマト銀行幹事で広島銀行が参加する岡山大学病院の共同ATM（広島県内の信用金庫・JAバンク広島のみ対象外。理由は下記）
    - もみじ銀行については4BANKSネットサービスが適用される。

  - 四国労働金庫幹事で広島銀行が参加するハリソン東芝ライティング（今治本社）の共同ATM
- コンビニATM
  - 「イーネット」（ひろしまネットサービス内では広島銀行のみが参加。広島銀行は広島県の196台・山口県の20台を管理《2008年9月30日現在》）
  - 「ローソンATM」（ひろしまネットサービス内では広島銀行のみが参加。広島銀行は広島県の113台・山口県の2台を管理《2008年10月17日現在》）

## 備考
- 入金・通帳利用取引・当座預金口座のキャッシュカード及び法人キャッシュカードによる利用はそれぞれの自行庫組合ATMのみとなる。
- 広島銀行の「ひろぎんトータルポイントサービス」、「ひろぎんバリューワン」（ICキャッシュ&クレジットカード）及び、もみじ銀行の「もみじポイントサービス」、「もみじワイエムカード」（ICキャッシュ&クレジットカード）によるATM手数料優遇は、それぞれの行庫組合ATMでは適用されない。
- 1月1日から3日、5月3日から5日は各金融機関（一部を除く）ともATMを稼動させているが、この期間は提携ネットワーク（MICS）が休止しているため、それぞれの自行庫組合ATMでしか利用できない（ただし5月3日から5日のうちの日曜日はMICSは通常稼動するため利用できる）。